# Phyllachora americana
Phyllachora americana är en svampart som beskrevs av Parbery 1967. Phyllachora americana ingår i släktet Phyllachora och familjen Phyllachoraceae.   Inga underarter finns listade i Catalogue of Life.